# John Q
John Q is een Amerikaanse film uit 2002 geregisseerd door Nick Cassavetes. De hoofdrollen worden vertolkt door Denzel Washington en Robert Duvall.

## Verhaal
De jonge Mike Archibald stort ineen tijdens een baseballwedstrijd wegens hartproblemen. Mikes vader, John Quincy Archibald (Denzel Washington), snelt naar het ziekenhuis waar ze hem vertellen dat slechts een transplantatie het leven van zijn kind kan redden. Maar de door zijn werkgever onlangs gewijzigde ziektekostenverzekering dekt de kosten niet. John Q ziet geen andere oplossing dan de dokters en patiënten in het ziekenhuis te gijzelen om zijn zoon een nieuw hart te laten transplanteren.

## Rolverdeling
- Denzel Washington - John Quincy Archibald
- Kimberly Elise - Denise Archibald
- Daniel E. Smith - Mike Archibald
- James Woods - Dr. Raymond Turner
- Anne Heche - Rebecca Payne
- Robert Duvall - Lt. Frank Grimes
- Ray Liotta - Chief Gus Monroe
- Shawn Hatosy - Mitch Quigley
- Heather Wahlquist - Julie Bird
- Troy Beyer - Miriam Smith
- Kevin Connolly - Steve Maguire
- Troy Winbush - Steve Smith
- Eddie Griffin - Lester Matthews
- Martha Chaves - Rosa Gonzales
- Larissa Laskin - Dr. Ellen Klein
- Ethan Suplee - Guard Max Conlin
- Obba Babatundé - Sgt. Moody
- David Thornton - Jimmy Palumbo
- Laura Harring - Gina Palumbo
- Paul Johansson - Tuck Lampley
- Dina Waters - Debby Utley
- Keram Malicki-Sánchez - Freddy B.
- Stephanie Moore - Admitting Nurse

## Prijzen
- 2002 - BMI Film Music Award
  - Gewonnen: Beste muziek (Aaron Zigman)
- 2003 - Black Reel
  - Genomineerd: Beste acteur (Denzel Washington)
  - Genomineerd: Beste actrice (Kimberly Elise)
- 2003 - Image Award
  - Gewonnen: Beste acteur (Denzel Washington)
  - Genomineerd: Beste film
  - Genomineerd: Beste vrouwelijke bijrol (Kimberly Elise)